# Stare uteži in mere
Stare merske enote so uporabljali v preteklosti, danes pa jih nadomeščamo z zakonsko dovoljenimi osnovnimi enotami, ter ostalimi enotami.
Skozi zgodovino je obstajalo mnogo uteži in mer. Določitve nekaterih takšnih enot so bile velikokrat nejasne in nenatančne. Velikokrat so enote imele isti izvor, njihove dejanske vrednosti pa so se v različnih deželah ali odobjih razlikovale. To nas ne sme navesti na zaključek, da so bile v splošnem vse stare mere nenatančne. Veliko enot so določili z veliko natančnostjo in velikokrat so bili standardi za meritve izjemni. Dolžina stranice Velike piramide v Gizah 235 m je bila natančna na 15 mm in to že pred 4500 leti.
Večina mer in uteži jih je bila pozabljena ob propadu civilizacij, nekatere ki so jih uporabljali še v srednjem veku pa so ukinili z uvedbo metričnega sistema.

## Stare slovenske mere
- Putrih = ročni sodček do 25l
- Vagane = mera za živo (pravkar spečeno) apno 80x40x30cm = 61 litrov [na preloki/dokumentarni film]

Do Metrske konvencije 20. maja 1875 so se na področju Slovenije uporabljale avstrijske merske enote:
- Dunajski palec (avstrijska cola) je 12 črt, oziroma 0,02634 m.
- Dunajski čevelj je bil enak 12 avstrijskim colam, oziroma 0,316 m.
- Klaftra oziroma seženj je merila 6 čevljev oziroma 1,896 (1,89648) metra.
- Milja je merila 24000 čevljev oziroma 4000 klafter oziroma 7585,93 metrov.

## Mezopotamski sistem

### Dolžina
- kù? -- vatel (sumersko). Akadsko amatu. Bakrena palica Nipurskega vatla, prva znana standardna palica, je določala sumerski vatel kot 51,72 cm okoli leta 1950 pr. n. št. Bila je razdeljena na štiri enote, in vsaka od njih naprej na 16 enot. Babilonski vatel je verjetno meril okoli 48 cm. Za primerjavo, notranji kvadrat babilonskega stolpa je meril 120 krat 120 vatlov..
- čevelj -- njegovo vrednost 26,45 cm je določil sumerski vladar Gudea iz Lagaša okoli leta 2575 pr. n. št. To je najstarejši ohranjen standard za dolžino.
- palec (prst) -- 1 / 16 čevlja ali 1 / 30 vatla
- stadij -- 148.5 m
- parasang -- babilonska stara morska milja (liga) je 5.6 km

### Površina
- sar --
- iku --

### Prostornina
- log --
- homer --

### Teža in denar
- šekal --
- mina -- 60 šekalov

### Čas
- leto --   365/366 dni
- teden --  7 dni
- ura --    60 minut

## Grški sistem

### Teža in denar
- talent